# Pterella stuckenbergi
Pterella stuckenbergi är en tvåvingeart som beskrevs av Zumpt och Stimie 1965. Pterella stuckenbergi ingår i släktet Pterella och familjen köttflugor.
Artens utbredningsområde är Lesotho. Inga underarter finns listade i Catalogue of Life.